# Oakfield (Nueva York)
Oakfield es un pueblo ubicado en el condado de Genesee en el estado estadounidense de Nueva York. En el año 2000 tenía una población de 3.203 habitantes y una densidad poblacional de 52.7 personas por km².

## Demografía
Según la Oficina del Censo en 2000 los ingresos medios por hogar en la localidad eran de $41,579, y los ingresos medios por familia eran $45,506. Los hombres tenían unos ingresos medios de $32,355 frente a los $23,403 para las mujeres. La renta per cápita para la localidad era de $16,405. Alrededor del 7.8% de la población estaban por debajo del umbral de pobreza.